# Museu de la Pagesia de Santa Susanna
El Museu de la Pagesia és un museu etnològic amb seu a Santa Susanna que permet conèixer els orígens del món rural. Està ubicat en una antiga masia, molt a prop de Montnegre, que ha sigut restaurada per a l'ocasió. Es tracta d'una nova proposta pedagògica que utilitza l'entorn, la imatge i les noves tecnologies per conèixer el treball, la transformació del paisatge així com la relació de l'aprofitament de la terra i l'home com a mitjà de subsistència a través de la vida tradicional del pagès. Es va inaugurar el 26 de novembre de 2011.

## Història
La història del municipi està molt lligada al món de la pagesia. S'inicia cap al segle xii, quan molts pagesos es van instal·lar a les terres allunyades de la platja, ja que eren molt aptes per al conreu i, a més, oferien resguard davant els atacs dels pirates. Al llarg de l'Edat Mitjana, els pagesos de la comarca van començar a conrear les terres més properes a la costa, i va anar sorgint una nova classe social, la noblesa terratinent, que va contribuir durant els segles XVI, XVII i XVIII a l'enriquiment de la zona. En els últims 30 anys, Santa Susanna ha experimentat una clara i rotunda transformació urbana.
El projecte museístic s'ha realitzat amb el suport de la Unió de Pagesos, del Mercat de la Flor i Planta Ornamental de Catalunya i del Consorci Forestal de Catalunya i que és gestionat per l'empresa Tanit didàctica i difusió cultural.